# جوزيف هاربر (راكب الكنو)
جوزيف هاربر (بالإنجليزية: Joseph Harper)‏ هو راكب الكنو أمريكي، ولد في 13 يناير 1966.

## وصلات خارجية
- جوزيف هاربر على موقع أوليمبيديا (الإنجليزية)